# Germania Fußball-Verein
El Germania Fußball-Verein fou un club de futbol mexicà de la ciutat de Ciutat de Mèxic.

## Història
El club va ser fundat el 1915 per immigrants alemanys a Ciutat de Mèxic. Els fundadors foren Edvard Giffenig, Germán Stuht, Richard Obert, Walter Mues, i Carl Mues. El seu triomf més important fou la lliga mexicana de la temporada 1920-21.

## Entrenadors
- 1915-1930  Richard Obert
- 1930-1933  Joan Luque de Serrallonga

## Palmarès
- Lliga Amateur del Districte Federal: 
  - 1920-21

- Copa MX: 
  - 1919[2]